# Callista Roy
Sœur Callista Roy, CSJ (née le 14 octobre 1939) est une religieuse américaine, théoricienne des soins infirmiers, professeure et auteure. Elle est connue pour avoir créé le modèle d'adaptation de la profession infirmière. Elle a été professeure d'infirmière au Boston College avant de prendre sa retraite en 2017. Roy a été désignée Légende vivante en 2007 par l'American Academy of Nursing.

## Biographie

### Éducation
Roy obtient un diplôme de premier cycle en sciences infirmières du Mount St. Mary's College en 1963, suivi d'une maîtrise en sciences infirmières de l'université de Californie à Los Angeles (UCLA) en 1966. Elle obtient ensuite une maîtrise et un doctorat en sociologie de l'UCLA. Elle a été boursière postdoctorale en soins infirmiers en neurosciences à l'Université de Californie à San Francisco. Elle a reçu quatre doctorats honorifiques.

### Carrière
Roy était professeur et théoricien des soins infirmiers à la Connell School of Nursing du Boston College. En 1991, elle fonde la Boston Based Adaptation Research in Nursing Society (BBARNS), qui sera plus tard rebaptisée Roy Adaptation Association. Elle donne des conférences à travers les États-Unis et dans plus de trente autres pays. Vers la fin de sa carrière, elle étudie le rôle des partenaires d'étude laïcs dans la récupération d'un traumatisme crânien léger. Elle prend sa retraite du Boston College en 2017, et retourne en Californie.
Elle appartenait aux Sœurs de Saint-Joseph de Carondelet.